# Géographie de la Nouvelle-Écosse
Pour un article plus général, voir Nouvelle-Écosse.

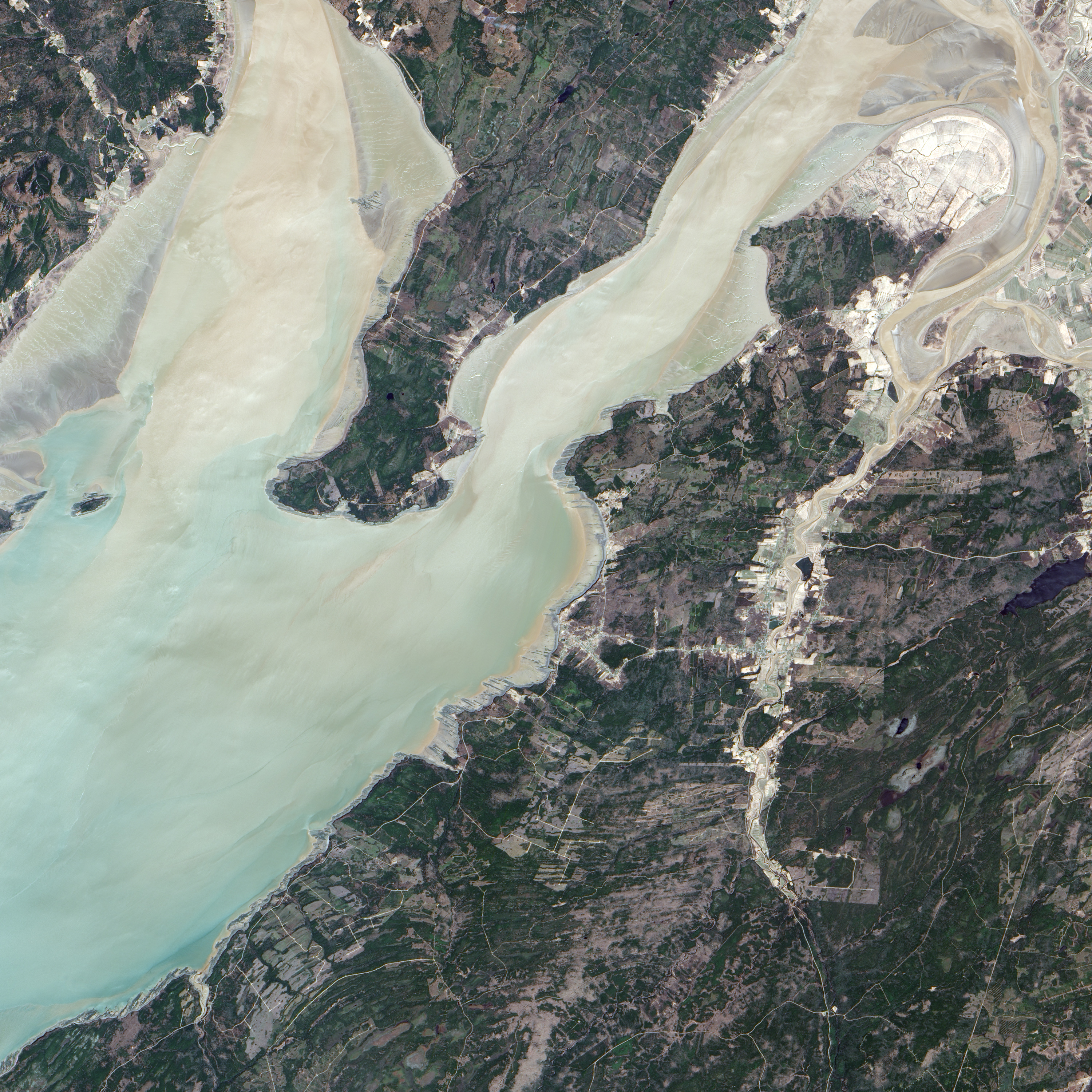
Falaises fossilifères de Joggins vues de l'espace

La Nouvelle-Écosse est une province canadienne faisant face à l'océan Atlantique, l'une des trois provinces maritimes. Sa géographie est complexe, malgré sa relative petitesse en comparaison aux autres provinces canadienne du centre et de l'ouest du pays.

## Géographie physique
La province est définie par ses côtes océaniques qui délimitent la portion continentale péninsulaire (attachée à l'Amérique du Nord par l'Isthme de Chignectou) et différentes îles, la plus grande étant l'Île du Cap-Breton, formant la partie orientale de la province.
L'histoire géologique de la province remonte à plus de 1,2 milliard d'années, définie par des événements clés, incluant :
- la dérive des continents (la moitié sud de la province attachée au continent nord-américain était auparavant attachée à l'Afrique, alors que la moitié nord, incluant l'Île du Cap-Breton, était attachée à la Scandinavie et l'Écosse),
- une glaciation, et
- une élévation du niveau de la mer.

De nombreuses collines, plusieurs chaînes de basses montagnes, des vallées de rivière luxuriante, des lacs et des forêts, des lieux arides balayés par le vent, et une côte maritime multiforme, allant de l'extrêmement rugueuse à la plage de sable fin, peuvent être attribuées à ces forces.